# Ред Сі (футбольний клуб)
«Ред Сі» (англ. Red Sea FC) — еритрейський футбольний клуб з міста Асмера, заснований в 1945 році. Є найтитулованішим клубом країни. Веде боротьбу з іншим клубом з того ж міста — «Ансебою»

## Історія
Клуб був заснований 1945 року і до проголошення незалежності Еритреї в 1993 році брав участь у турнірах Ефіопії і завоював два Кубки Ефіопії у 1981 і 1983 роках.
З 1995 року, коли почав розігруватись чемпіонат Еритреї, «Ред Сі» став найсильнішим клубом, вигравши 12 чемпіонських титулів. Ці результати дозволили команда стабільно брати участь у континентальних змаганнях, щоправда без особливого успіху. У 1998 році він став першим клубом Еритреї, який взяв участь у Кубку володарів кубків, де команда дійшла до Другого раунду. Також команда п'ять разів грала у Лізі чемпіонів КАФ, але у чотирьох з них (у 1999, 2000, 2003 і 2006 роках) вилітала вже на попередньому етапі і лише у 2001 році команді вдалося пройти один раунд.

## Досягнення
- Чемпіон Еритреї: 1995, 1998, 1999, 2000, 2002, 2005, 2009, 2010, 2011, 2012, 2013, 2014
- Володар Кубка Ефіопії: 1981, 1983

## Відомі гравці
- Абель Афеворкі
- Алі Сулейман